# Achim Grossmann
Achim Grossmann (* 11. Dezember 1959) ist ein ehemaliger deutscher Basketballspieler.

## Leben
Grossmann begann 1969 mit dem Basketballsport, er spielte für die Vereine Einheit Pädagogik Magdeburg sowie HSG TH Magdeburg. 1976 wurde er mit TH Magdeburg A-Jugendmeister der Deutschen Demokratischen Republik. 1988 sowie 1989 gewann er mit der Herrenmannschaft der HSG TU Magdeburg den DDR-Meistertitel. Grossmann tat sich in der DDR-Oberliga teils als bester Korbschütze der gesamten Spielklasse hervor. Er bestritt Länderspiele für die DDR-Auswahl. 1990 zog er sich vom Basketball auf Leistungsebene zurück.
Grossmann nahm an Deutschen Meisterschaften der Ü55 und der Ü60 teil und spielte in der Ü55-Altersklasse auch in der deutschen Auswahl, die unter anderem bei der Europameisterschaft 2018 antrat. Er war Vorstandsmitglied beim BBC Magdeburg.